# Podosphaera tridactyla
Podosphaera tridactyla är en svampart som först beskrevs av Carl (Karl) Friedrich Wilhelm Wallroth, och fick sitt nu gällande namn av de Bary 1870. Podosphaera tridactyla ingår i släktet Podosphaera och familjen Erysiphaceae.  Arten är reproducerande i Sverige. Inga underarter finns listade i Catalogue of Life.